# 广东白云学院
广东白云学院（英語：Guangdong Baiyun University），简称广白，是中国廣東省廣州市白云区一所民办本科普通高等学校。学校始建于1989年，2005年开设本科教育，学校所属法人为中国教育集团控股有限公司。

## 历史
- 1989年，成立广州白云应用技术学校，属于培训学校[2]。
- 1994年，改名为广州白云职业培训学院。
- 1996年，更名为广州白云工商技工学校，改制为技工学校。
- 1999年，经国家教委批准，组建广东白云职业技术学院，列入专科普通高校（民办）。
- 2005年，广东白云职业技术学院升格本科院校，更名广东白云学院[2]。
- 2009年6月16日，广东白云学院举行首届本科2009届学生毕业典礼暨学位授予仪式[3]。
- 2017年2月，广东白云学院北校区位置正式确定（设在白云区钟落潭镇登塘村）[4]。同年广东白云学院与江西科技学院合作成立的中国教育集团控股有限公司在香港交易所上市[1]，学校获得大量资金新建校舍，同时学费逐年上涨。
- 2017年9月20日，广东白云学院北校区一期正式开工[5]。
- 2018年10月19日，广东白云学院北校区第一教学楼实现主体结构封顶[6]。
- 2018年11月13日，广东白云学院北校区第一宿舍楼实现主体结构封顶[7]。
- 2019年3月30日，广东白云学院北校区科研楼实现主体结构封顶[8]。
- 2019年5月21日，广东白云学院北校区实验楼实现主体结构封顶[9]。
- 2019年9月20日，广东白云学院北校区一期落成[10]。
- 2021年1月26日，广东白云学院北校区图书馆实现主体结构封顶[11]。
- 2021年8月23日，广东白云学院北校区全面落成[12][13]。
- 2025年2月19日，广东白云学院北校区校训石揭幕[14]。